# Anthreptes malacensis
Beija-flor-de-garganta-castanha ou nectarínia-de-garganta-castanha (Anthreptes malacensis) é uma espécie de ave da família Nectariniidae.
Pode ser encontrada nos seguintes países: Brunei, Camboja, Indonésia, Laos, Malásia, Myanmar, Filipinas, Singapura, Tailândia e Vietname.
Os seus habitats naturais são: florestas subtropicais ou tropicais húmidas de baixa altitude e florestas de mangal tropicais ou subtropicais.